# Museu Nacional de Antropologia

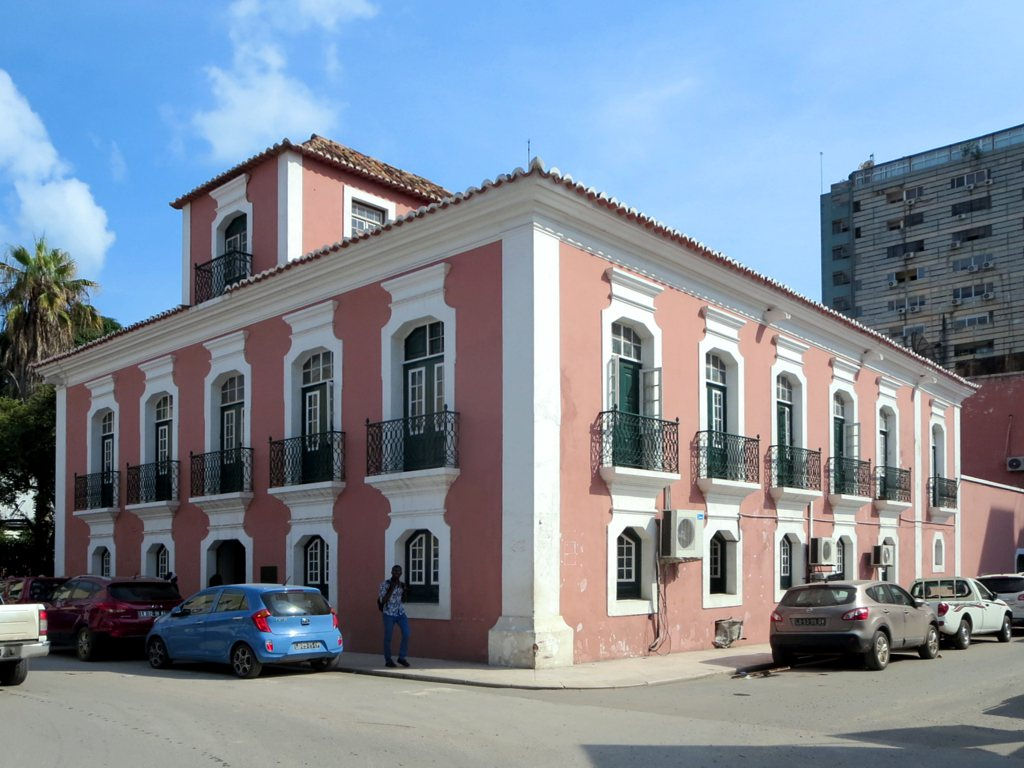
Nationalmuseum für Anthropologie in Luanda

Das Museu Nacional de Antropologia ist ein staatliches Museum für Anthropologie im Zentrum von Luanda, Angola. Seine Aufgabe besteht in der Forschung, Sammlung, Katalogisierung, Erhaltung und Verbreitung der anthropologischen Kulturgüter des Landes.

## Geschichte
Das heutige Museumsgebäude mit 14 Räumen auf zwei Etagen wurde Ende des 18. Jahrhunderts von einer portugiesischen Adelsfamilie gebaut, die im Sklavenhandel tätig war. In den beiden Innenhöfen wurden die Sklaven bis zu ihrem Überseetransport untergebracht. Später wurde es der Hauptsitz der angolanischen Diamentengesellschaft Endiama. Ein Jahr nach der Unabhängigkeit Angolas wurde das Museum am 14. November 1976 eingeweiht. Das Gebäude wurde 1981 als historisches Kulturerbe klassifiziert. 

## Sammlung
Die Sammlungsstücke stammen von den verschiedenen Volksgruppen des Landes: Bakongo, Ovimbundu, Ambundu, Lunda-Chokwe, Ngangela, Nhaneca-Humbe, Herero, Ovambo und Kung. Es sind Gegenstände aus ihrem Alltagsleben, die in ältester Zeit handgefertigt wurden: Eimer, Schüsseln, Trichter, Trinknäpfe, Kürbisse, um Milch in Joghurt zu verwandeln oder ein Ochsenhorn zur Übertragung von Tönen, die alle von den Hirten im Südosten benutzt wurden, Gegenstände aus der Landwirtschaft wie Hacken, Äxte, Körbe, Siebe, Steinmörser und Holzstößel, die von den Frauen zum Mahlen der Lebensmittel verwendet wurden, aus dem Bereich der Metallurgie Schmelzöfen für den Eisenguss, Hammer, Zange, Pfeilspitze und Axt, Objekte aus der Weberei, der Jagd und dem Fischfang sowie der Keramikherstellung, zu den kulturellen Sammlungsstücken gehören Musikinstrumente wie Trommeln und Xylophon sowie bunte Masken aus Holz und religiöse Kultobjekte.

## Kooperation
Das Anthropologische Museum in Luanda hat im Dezember 2018 eine Kooperation mit dem Ethnologischen Museum in Berlin und dem Goethe-Institut in Angola vereinbart. Als erstes gemeinsames Projekt ist die Digitalisierung des aus 6000 Stücken bestehenden Asservats vorgesehen. Am 17. Juni 2019 wurden der Bibliothek des Museums bei einem Besuch des deutschen Bundesratspräsidenten von der Stiftung Preußischer Kulturbesitz 33 wertvolle Fachbücher übergeben, darunter das Werk „Cultura tradicional Bantu“ von Raul Ruiz de Asúa Altuna.